# Muzej parfema u Kölnu
Muzej parfema (njem. Duftmuseum im Farina-Haus) kölnski je muzej nedaleko kölnske općine a nasuprot Wallraf-Richartz muzeja i rodna kuća Eau de Cologne, u originalnim prostorijama iz 18. stoljeća.

## Povijest
U zgradi u Obenmarspforten osnovana je 1709. najstarija, danas još uvijek funkcionirajuća, tvornica parfema na svijetu Johann Maria Farina gegenüber dem Jülichs-Platz. U muzeju je na nekoliko katova moguće vidjeti proizvodnju kolonjske vode, vrlo detaljno kroz različite etape. Tu se mogu vidjeti dokumenti i slike proizvodnje parfema i kroz povijest različite pokušaje plagijata ovog produkta, pošto u to vrijeme nije postojala patentska zaštita proizvoda. Ostali eksponati prikazuju razvoj proizvodnje parfema i njihov marketing kroz izgled staklenih boca.

25. studenog 2006., točno 240 godina nakon smrti Johanna Maria Farine, Farina-Haus je nagrađena kao  „Izabrano mjesto“ u projektu njemačkog predsjednika: „Deutschland - Land der Ideen“ (Njemačka - Država ideja).

## Vanjske poveznice
- Službena stranica muzeja
- Video o muzeju u Farina-Haus  Arhivirana inačica izvorne stranice od 8. srpnja 2011. (Wayback Machine)
- WDR5 Zapadni pogled u muzeju